# NGC 3758
NGC 3758 (другие обозначения — MCG 4-27-73, MK 739, ZWG 126.110, IRAS11338+2152, PGC 35905) — пекулярная спиральная галактика (тип Sab) в созвездии Льва.
Этот объект входит в число перечисленных в оригинальной редакции «Нового общего каталога».
В галактике были обнаружены две сверхмассивные чёрные дыры, находящиеся на расстоянии около 11 тысяч световых лет друг от друга. Это лишь второй случай обнаружения двойной системы сверхмассивных чёрных дыр в пределах 500 млн св. лет от нашей Галактики. Другой подобной галактикой, содержащей две активные сверхмассивные чёрные дыры, считалась галактика NGC 6240 в созвездии Змееносца. Позже выяснилось, что она содержит 3 сверхмассивные чёрные дыры.
NGC 3758 относится к сейфертовским галактикам и к галактикам Маркаряна (класс галактик, обладающих ядром с избыточным количеством ультрафиолетового излучения). 